# Biathlon na Zimowych Igrzyskach Olimpijskich 2002 – sztafeta mężczyzn
Biathlonowa sztafeta mężczyzn na Zimowych Igrzyskach Olimpijskich 2002 odbyła się 20 lutego na trasach w Soldier Hollow, niedaleko Salt Lake City. Tytułu mistrzów olimpijskich broniła reprezentacja Niemiec, która tym razem zajęła drugie miejsce. Nowymi mistrzami olimpijskimi zostali Norwegowie, a brązowy medal wywalczyli reprezentanci Francji. Było to pierwsze w historii zwycięstwo olimpijskie dla Norwegów w tej konkurencji. W zawodach wzięło udział 19 reprezentacji.

## Wyniki
| Pozycja | Nr | Reprezentacja                                                                         | Pudła (L+S)                              | Czas                                      | Strata   |
| ------- | -- | ------------------------------------------------------------------------------------- | ---------------------------------------- | ----------------------------------------- | -------- |
| 01 !    | 1  | Norwegia · Halvard Hanevold · Frode Andresen · Egil Gjelland · Ole Einar Bjørndalen   | 0+5 0+3 0+1 0+0 0+2 0+1 0+0 0+1 0+2 0+1  | 1:23:42,3 22:09,1 20:17,2 20:45,7 20:30,3 | –        |
| 02 !    | 6  | Niemcy · Ricco Groß · Peter Sendel · Sven Fischer · Frank Luck                        | 1+4 0+5 0+0 0+3 0+1 0+1 1+3 0+1 0+0 0+0  | 1:24:27,6 22:20,2 20:47,5 21:13,9 20:06,0 | +45,3    |
| 03 !    | 4  | Francja · Gilles Marguet · Vincent Defrasne · Julien Robert · Raphaël Poirée          | 0+3 0+3 0+1 0+0 0+1 0+1 0+1 0+2 0+0 0+0  | 1:24:36,6 22:25,1 20:22,1 21:36,3 20:13,1 | +54,3    |
| 4       | 5  | Rosja · Wiktor Majgurow · Siergiej Rożkow · Siergiej Czepikow · Pawieł Rostowcew      | 0+3 0+6 0+0 0+0 0+2 0+1 0+0 0+2 0+1 0+3  | 1:24:54,4 21:51,4 20:56,5 21:24,8 20:41,7 | +1:12,1  |
| 5       | 8  | Czechy · Petr Garabík · Ivan Masařík · Roman Dostál · Zdeněk Vítek                    | 0+6 0+6 0+1 0+0 0+3 0+2 0+1 0+3 0+1 0+1  | 1:26:36,1 22:42,3 21:33,4 21:17,4 21:03,0 | +2:53,8  |
| 6       | 2  | Austria · Christoph Sumann · Wolfgang Perner · Wolfgang Rottmann · Ludwig Gredler     | 0+2 0+7 0+0 0+1 0+0 0+2 0+1 0+3 0+1 0+1  | 1:26:58,9 22:36,3 21:21,1 21:35,3 21:26,2 | +3:16,6  |
| 7       | 13 | Ukraina · Wjaczesław Derkacz · Ołeksandr Biłanenko · Roman Pryma · Rusłan Łysenko     | 1+5 1+7 0+0 1+3 1+3 0+1 0+0 0+2 0+2 0+1  | 1:27:02,2 22:52,2 22:06,4 21:10,3 20:53,3 | +3:19,9  |
| 8       | 3  | Białoruś · Ołeksij Ajdarow · Alaksandr Syman · Oleg Ryżenkow · Wadim Saszurin         | 0+3 1+9 0+1 0+2 0+0 0+2 0+2 1+3 0+0 0+2  | 1:27:12,0 22:53,9 21:22,7 21:53,1 21:02,3 | +3:29,7  |
| 9       | 15 | Polska · Wiesław Ziemianin · Wojciech Kozub · Krzysztof Topór · Tomasz Sikora         | 1+3 0+4 0+0 0+3 1+3 0+0 0+0 0+0 0+0 0+1  | 1:27:35,4 22:58,0 21:49,3 21:26,3 21:21,8 | +3:53,1  |
| 10      | 7  | Słowenia · Sašo Grajf · Tomas Globočnik · Janez Marič · Marko Dolenc                  | 0+4 4+10 0+0 1+3 0+1 0+1 0+1 2+3 0+2 1+3 | 1:28:23,6 23:31,5 20:45,5 21:52,0 22:14,6 | +4:41,3  |
| 11      | 12 | Estonia · Janno Prants · Indrek Tobreluts · Dimitri Borovik · Roland Lessing          | 0+4 1+7 0+0 0+2 0+3 1+3 0+1 0+0          | 1:28:38,2 22:21,4 21:27,8 22:32,2 22:16,8 | +4:55,9  |
| 12      | 9  | Finlandia · Ville Räikkönen · Timo Antila · Paavo Puurunen · Vesa Hietalahti          | 0+9 1+6 0+1 0+1 0+3 1+3 0+3 0+0 0+2 0+2  | 1:28:52,7 23:14,9 22:23,7 21:30,3 21:43,8 | +5:10,4  |
| 13      | 14 | Japonia · Hironao Meguro · Hidenori Isa · Kyōji Suga · Yukio Mochizuki                | 0+4 2+10 0+1 1+3 0+1 0+2 0+0 1+3 0+2 0+2 | 1:29:04,4 23:33,3 21:24,7 21:55,8 22:10,6 | +5:22,1  |
| 14      | 10 | Szwecja · Carl Johan Bergman · Henrik Forsberg · Tord Wiksten · Björn Ferry           | 0+4 1+6 0+1 0+0 0+1 0+1 0+1 0+2 0+1 1+3  | 1:29:52,8 22:58,4 21:03,8 22:46,9 23:03,7 | +6:10,5  |
| 15      | 19 | Stany Zjednoczone · Jeremy Teela · Jay Hakkinen · Dan Campbell · Lawton Redman        | 0+8 2+10 0+3 1+3 0+3 0+1 0+1 1+3 0+1 0+3 | 1:30:27,1 23:06,9 21:55,0 23:01,0 22:24,2 | +6:44,8  |
| 16      | 16 | Włochy · Paolo Longo · René Cattarinussi · Devis Da Canal · Wilfried Pallhuber        | 0+5 5+7 0+1 3+3 0+2 0+0 0+1 2+3 0+1 0+1  | 1:30:56,3 24:02,2 21:20,6 23:38,4 21:55,1 | +7:14,0  |
| 17      | 11 | Łotwa · Oļegs Maļuhins · Jēkabs Nākums · Gundars Upenieks · Ilmārs Bricis             | 2+5 1+7 0+2 1+3 0+0 0+0 0+0 0+2 2+3 0+2  | 1:32:00,8 23:54,4 21:50,3 22:20,1 23:56,0 | +8:18,5  |
| 18      | 18 | Szwajcaria · Roland Zwahlen · Matthias Simmen · Jean-Marc Chabloz · Dani Niederberger | 2+6 3+10 1+3 0+2 1+3 3+3 0+0 0+2 0+0 0+3 | 1:32:50,5 23:30,9 24:13,1 21:32,4 23:34,1 | +9:08,2  |
| 19      | 17 | Wielka Brytania · Jason Sklenar · Mark Gee · Mike Dixon · Hugh Pritchard              | 0+9 0+7 0+3 0+1 0+2 0+3 0+1 0+1 0+3 0+2  | 1:36:06,0 24:38,4 23:17,3 23:28,9 24:41,4 | +12:23,7 |